# Перевалювальний комплекс
Перевалювальний комплекс (рос. перевалочный комплекс; англ. transfer tank farm, terminal, нім. Erdölumladungskomplex) – комплекс для приймання, накопичення, тимчасового зберігання та перевантаження з одного виду транспорту на інший яких-небудь продуктів, наприклад, сипких корисних копалин, нафти, нафтопродуктів та скрапленого газу.